# 인천비즈니스고등학교
인천비즈니스고등학교(仁川비즈니스高等學校)는 대한민국 인천광역시 미추홀구 도화동에 있는 공립 고등학교이다.

## 학교 연혁
- 1969년 11월 2일 : 선화여자상업고등학교 설립인가(각 학년 3학급)
- 1970년 3월 5일 : 선화여자상업고등학교 개교(신입생 120명)
- 1972년 12월 5일 : 초대 안춘근 교장 취임
- 1994년 3월 1일 : 공립학교로 변경 인가
- 2002년 12월 31일 : 실습동 완공(6실)
- 2004년 12월 20일 : 디지털 도서관 "혜윰터" 개관식
- 2009년 11월 2일 : 교명 변경(인천비즈니스고등학교) (인천광역시조례 제4340호)
- 2010년 3월 1일 : 인천광역시교육청 지정 정책 연구학교(3년)
- 2012년 8월 25일 : 학교 신축 이전
- 2020년 10월 8일 : 학급수 변경 승인(항공서비스과2, 부사관경영과2, 금융사무과2, 스마트IT과2)
- 2021년 2월 9일 : 2021년 특성화고 혁신지원사업 선정
- 2022년 6월 17일 : 학과명 변경 (금융사무과→SNS마케팅과, 스마트IT과→콘텐츠디자인과)
- 2024년 1월 4일 : 제52회 졸업식 (124명, 졸업생 총 28,037명)
- 2024년 3월 1일 : 제19대 김윤수 교장 취임

## 설치 학과
- 부사관경영과
- SNS마케팅과
- 항공서비스과
- 콘텐츠디자인과

## 참고 자료
- 인천비즈니스고등학교 - 한국교육학술정보원 학교알리미